# Martina Ertl
Martina Ertl (Bad Tölz, 12 settembre 1973) è un'ex sciatrice alpina tedesca.
Insieme a Hilde Gerg e Katja Seizinger è stata una delle atlete di punta della forte Nazionale femminile tedesca degli anni 1990; nel suo palmarès vanta, tra l'altro, tre medaglie olimpiche, quattro iridate e due Coppe del Mondo di slalom gigante.
Agli inizi della carriera, prima della riunificazione tedesca (1990), gareggiò per la nazionale tedesca occidentale; in seguito al matrimonio assunse anche il cognome del coniuge e nell'ultimo scorcio della sua carriera (stagione 2005-2006) gareggiò come Martina Ertl-Renz. È sorella di Andreas, a sua volta sciatore alpino di alto livello.

## Biografia

### Stagioni 1990-1995
Sciatrice polivalente originaria di Lenggries, la Ertl debuttò in campo internazionale ai Mondiali juniores di Zinal 1990; l'anno dopo nell'edizione iridata giovanile di Geilo/Hemsedal 1991 vinse la medaglia d'argento nello slalom gigante e quella di bronzo nella combinata. In Coppa del Mondo ottenne il primo piazzamento di rilievo in occasione dello slalom gigante di Santa Caterina Valfurva dell'8 dicembre 1991, quando si classificò 10ª in slalom gigante; nella stessa stagione esordì ai Giochi olimpici invernali - ad Albertville 1992 fu 15ª nello slalom speciale - e si piazzò al 2º posto nella classifica di supergigante della Coppa Europa.
Esordì ai Campionati mondiali a Morioka 1993, dove vinse la medaglia di bronzo nello slalom gigante e si classificò 12ª nel supergigante e 17ª nello slalom speciale; un mese più tardi, il 15 marzo a Lillehammer Hafjell, salì per la prima volta sul podio in Coppa del Mondo grazie al 2º posto ottenuto in slalom gigante. L'anno dopo prese parte ai XVII Giochi olimpici invernali di Lillehammer 1994, dove vinse la medaglia d'argento nello slalom gigante e fu 4ª nella discesa libera, 14ª nello slalom speciale e 5ª nella combinata, e conquistò la sua prima vittoria in Coppa del Mondo, nello slalom gigante di Vail del 19 marzo.

### Stagioni 1996-1998
Nel 1996 prese parte ai Mondiali della Sierra Nevada: vinse la medaglia di bronzo nello slalom gigante, si classificò 8ª sia nel supergigante sia nella combinata e non completò lo slalom speciale. Quell'anno in Coppa del Mondo ottenne sette podi con quattro vittorie, vinse la sua prima Coppa del Mondo di slalom gigante con 75 punti di vantaggio sulla connazionale Katja Seizinger e si piazzò 2ª nella classifica generale, superata dalla Seizinger di 413 punti.
Nel 1997 ai Mondiali di Sestriere fu 16ª nel supergigante e 12ª nello slalom gigante, mentre l'anno dopo ai XVIII Giochi olimpici invernali di Nagano 1998 vinse la medaglia d'argento nella combinata e si classificò 7ª nel supergigante e 4ª sia nello slalom gigante, sia nello slalom speciale. In Coppa del Mondo quell'anno vinse nuovamente la coppa di cristallo di slalom gigante, superando di 26 punti l'italiana Deborah Compagnoni, e si classificò ancora 2ª dietro alla Seizinger nella classifica generale, staccata di 147 punti; i suoi podi furono dodici, con cinque vittorie.

### Stagioni 1999-2003
Ai Mondiali di Vail/Beaver Creek 1999 si piazzò 10ª nella discesa libera, 5ª nel supergigante e nello slalom gigante e non completò lo slalom speciale, mentre due anni dopo nella rassegna iridata di Sankt Anton am Arlberg 2001 la sciatrice bavarese si laureò campionessa del mondo nella combinata, ma non portò a termine né lo slalom gigante né lo slalom speciale.
Ai XIX Giochi olimpici invernali di Salt Lake City 2002 vinse la medaglia di bronzo nella combinata, si classificò 11ª nel supergigante, 5ª nello slalom speciale e non terminò lo slalom gigante. Ai successivi Mondiali di Sankt Moritz 2003 fu 11ª nel supergigante, 10ª nello slalom gigante, 6ª nella combinata e uscì nella seconda manche dello slalom speciale.

### Stagioni 2004-2006
Vinse la sua ultima gara di Coppa del Mondo il 25 ottobre 2003 a Sölden in slalom gigante; nella stagione successiva ai Mondiali di Bormio/Santa Caterina Valfurva 2005, sua ultima presenza iridata, si aggiudicò la medaglia d'oro nella gara a squadre, si classificò 4ª nello slalom gigante, 7ª nella combinata e non completò supergigante e slalom speciale.
Nel corso della sua ultima stagione agonistica partecipò ai XX Giochi olimpici invernali di Torino 2006, piazzandosi 16ª nel supergigante, 15ª nello slalom gigante, 7ª nella combinata e non terminando lo slalom speciale, e salì per l'ultima volta sul podio in Coppa del Mondo, il 16 marzo a Åre in supergigante (3ª). Due giorni dopo disputò nella medesima località la sua ultima gara in carriera, lo slalom gigante di Coppa del Mondo che chiuse al 9º posto.

## Palmarès

### Olimpiadi
- 3 medaglie:
  - 2 argenti (slalom gigante a Lillehammer 1994; combinata a Nagano 1998)
  - 1 bronzo (combinata a Salt Lake City 2002)

### Mondiali
- 4 medaglie:
  - 2 ori (combinata a Sankt Anton am Arlberg 2001; gara a squadre a Bormio/Santa Caterina Valfurva 2005)
  - 2 bronzi (slalom gigante a Morioka 1993; slalom gigante a Sierra Nevada 1996)

### Mondiali juniores
- 2 medaglie:
  - 1 argento (slalom gigante a Geilo/Hemsedal 1991)
  - 1 bronzo (combinata a Geilo/Hemsedal 1991)

### Coppa del Mondo
- Miglior piazzamento in classifica generale: 2ª nel 1996 e nel 1998
- Vincitrice della Coppa del Mondo di slalom gigante nel 1996 e nel 1998
- 57 podi:
  - 14 vittorie
  - 24 secondi posti
  - 19 terzi posti

#### Coppa del Mondo - vittorie
| Data             | Località               | Paese       | Specialità |
| ---------------- | ---------------------- | ----------- | ---------- |
| 19 marzo 1994    | Vail                   | Stati Uniti | GS         |
| 15 gennaio 1995  | Garmisch-Partenkirchen | Germania    | SL         |
| 25 febbraio 1995 | Maribor                | Slovenia    | GS         |
| 16 novembre 1995 | Vail                   | Stati Uniti | SG         |
| 8 dicembre 1995  | Val-d'Isère            | Francia     | GS         |
| 21 dicembre 1995 | Veysonnaz              | Svizzera    | GS         |
| 5 gennaio 1996   | Maribor                | Slovenia    | GS         |
| 10 gennaio 1998  | Bormio                 | Italia      | GS         |
| 18 gennaio 1998  | Altenmarkt-Zauchensee  | Austria     | SG         |
| 25 gennaio 1998  | Cortina d'Ampezzo      | Italia      | GS         |
| 28 gennaio 1998  | Åre                    | Svezia      | GS         |
| 1º marzo 1998    | Saalbach-Hinterglemm   | Austria     | SL         |
| 28 ottobre 2000  | Sölden                 | Austria     | GS         |
| 25 ottobre 2003  | Sölden                 | Austria     | GS         |

Legenda:

SG = supergigante

GS = slalom gigante

SL = slalom speciale

### Coppa Europa
- Miglior piazzamento in classifica generale: 10ª nel 1992

### Nor-Am Cup
- Miglior piazzamento in classifica generale: 29ª nel 2003
- 2 podi:
  - 2 secondi posti

### Australia New Zealand Cup
- Miglior piazzamento in classifica generale: 7ª nel 2001
- 2 podi:
  - 1 vittoria
  - 1 secondo posto

#### Australia New Zealand Cup - vittorie
| Data           | Località     | Paese         | Specialità |
| -------------- | ------------ | ------------- | ---------- |
| 31 agosto 2000 | Coronet Peak | Nuova Zelanda | SL         |

Legenda:

SL = slalom speciale

### Campionati tedeschi
- 23 medaglie[2]:
  - 14 ori (slalom speciale nel 1991; supergigante, slalom gigante nel 1993; slalom speciale nel 1994; slalom speciale nel 1995; slalom gigante nel 1996; slalom gigante nel 1997; slalom speciale nel 1998; slalom gigante nel 2000; slalom speciale nel 2002; supergigante, slalom gigante nel 2003; slalom gigante nel 2004; slalom gigante nel 2005)
  - 6 argenti (slalom gigante nel 1992; slalom speciale nel 1993; slalom gigante nel 1994; slalom speciale nel 1996; slalom gigante nel 1998; slalom speciale nel 2001)
  - 3 bronzi (supergigante nel 1996; supergigante nel 1997; slalom speciale nel 2004)

## Statistiche

### Podi in Coppa del Mondo
| Stagione/Specialità | Discesa libera | Discesa libera | Discesa libera | Supergigante | Supergigante | Supergigante | Slalom gigante | Slalom gigante | Slalom gigante | Slalom speciale | Slalom speciale | Slalom speciale | Combinata | Combinata | Combinata | Slalom parallelo | Slalom parallelo | Slalom parallelo | Podi totali |
| ------------------- | -------------- | -------------- | -------------- | ------------ | ------------ | ------------ | -------------- | -------------- | -------------- | --------------- | --------------- | --------------- | --------- | --------- | --------- | ---------------- | ---------------- | ---------------- | ----------- |
| Stagione/Specialità | 1º             | 2º             | 3º             | 1º           | 2º           | 3º           | 1º             | 2º             | 3º             | 1º              | 2º              | 3º              | 1º        | 2º        | 3º        | 1º               | 2º               | 3º               | Podi totali |
| 1992                |                |                |                |              |              |              |                |                |                |                 |                 |                 |           |           |           |                  |                  |                  | 0           |
| 1993                |                |                |                |              |              |              |                | 1              |                |                 |                 |                 |           |           |           |                  |                  |                  | 1           |
| 1994                |                |                |                |              |              |              | 1              | 1              |                |                 |                 | 2               |           |           |           |                  |                  |                  | 4           |
| 1995                |                |                |                |              |              | 2            | 1              |                |                | 1               |                 | 1               |           |           | 1         |                  |                  |                  | 6           |
| 1996                |                |                |                | 1            | 1            |              | 3              | 1              | 1              |                 |                 |                 |           |           |           |                  |                  |                  | 7           |
| 1997                |                |                |                |              |              | 1            |                |                |                |                 |                 |                 |           |           |           |                  |                  |                  | 1           |
| 1998                |                |                |                | 1            |              |              | 3              | 3              |                | 1               | 1               |                 |           | 1         | 1         |                  | 1                |                  | 12          |
| 1999                |                |                |                |              | 3            | 1            |                | 2              |                |                 |                 |                 |           | 1         |           |                  |                  |                  | 7           |
| 2000                |                |                | 1              |              | 1            |              |                |                | 1              |                 |                 |                 |           |           |           |                  |                  |                  | 3           |
| 2001                |                |                |                |              |              | 1            | 1              |                |                |                 | 3               |                 |           |           |           |                  |                  |                  | 5           |
| 2002                |                |                |                |              |              |              |                |                |                |                 |                 |                 |           |           |           |                  |                  |                  | 0           |
| 2003                |                |                |                |              | 2            |              |                |                | 1              |                 |                 |                 |           | 1         |           |                  |                  |                  | 4           |
| 2004                |                |                |                |              | 1            |              | 1              |                |                |                 |                 | 2               |           |           |           |                  |                  |                  | 4           |
| 2005                |                |                |                |              |              | 1            |                |                | 1              |                 |                 |                 |           |           |           |                  |                  |                  | 2           |
| 2006                |                |                |                |              |              | 1            |                |                |                |                 |                 |                 |           |           |           |                  |                  |                  | 1           |
| Totale              | 0              | 0              | 1              | 2            | 8            | 7            | 10             | 8              | 4              | 2               | 4               | 5               | 0         | 3         | 2         | 0                | 1                | 0                | 57          |
| Totale              | 1              | 1              | 1              | 17           | 17           | 17           | 22             | 22             | 22             | 11              | 11              | 11              | 5         | 5         | 5         | 1                | 1                | 1                | 57          |